# Heinz Stuy
Heinz Stuy (Wanne-Eickel, 6 febbraio 1945) è un ex calciatore olandese, di ruolo portiere.
È maggiormente ricordato per essere stato il portiere dell'Ajax campione d'Europa nel 1971, nel 1972 e nel 1973.

## Carriera
Dopo aver giocato nel Telstar arriva all'Ajax nel 1967, vincendo tutti i trofei che i Lancieri conquistano tra la fine degli anni sessanta e la prima metà degli anni settanta, senza subire alcun gol nelle tre finali di Coppa dei Campioni disputate. Stabilisce inoltre, tra il 1971 e il 1972, il record assoluto di imbattibilità nella Eredivisie, ben 1082 minuti senza subire gol. Nonostante questo non verrà mai convocato nella Nazionale olandese. Nel 1976, ormai riserva di Piet Schrijvers, si trasferisce all'FC Amsterdam, ritirandosi due anni dopo.

## Palmarès

### Club

#### Competizioni nazionali
- Campionato olandese: 4

Ajax: 1967-1968, 1969-1970, 1971-1972, 1972-1973
- Coppa dei Paesi Bassi: 3

Ajax: 1969-1970, 1970-1971, 1971-1972

#### Competizioni internazionali
- Coppa dei Campioni: 3

Ajax: 1970-1971, 1971-1972, 1972-1973
- Coppa Intercontinentale: 1

Ajax: 1972
- Supercoppa UEFA: 1

Ajax: 1973